# Pseudoschmidtia quadridens
Pseudoschmidtia quadridens är en insektsart som beskrevs av Marius Descamps 1964. Pseudoschmidtia quadridens ingår i släktet Pseudoschmidtia och familjen Euschmidtiidae. Inga underarter finns listade i Catalogue of Life.